# Paulo de Carvalho

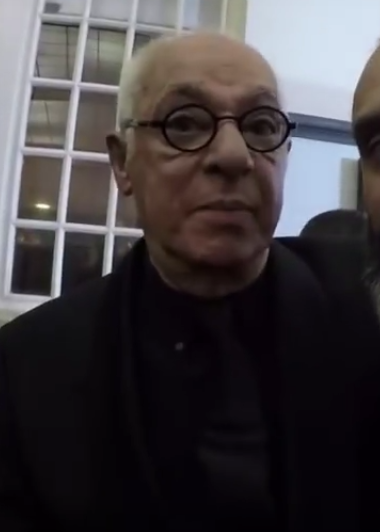
Paulo de Carvalho in 2017

Paulo de Carvalho (Lissabon, 15 mei 1947) is een Portugees zanger.
Carvalho startte zijn muzikale carrière als lid van de viermansformatie Sheiks, die bestond tussen 1963 en 1967. De andere bandleden waren Carlos Mendes, Fernando Chaby en Jorge Barreto. Zowel vanwege haar populariteit als vanwege haar muzikale verwantschap werd de groep ook wel "de Portugese Beatles" genoemd.
Als soloartiest vertegenwoordigde Carvalho Portugal op het Eurovisiesongfestival 1974 in Brighton met het lied E depois do Adeus. Hij eindigde op een gedeelde laatste plaats. Enkele weken later werd het lied gebruikt als startsein voor de Anjerrevolutie, die de toenmalige Portugese dictatuur omverwierp. Het draaien van het nummer op de Portugese radiozender Emissores Associados de Lisboa was het afgesproken signaal voor de opstandige officieren en soldaten om hun posities in te nemen. Het is de enige songfestivalinzending ooit die een revolutie inluidde.
Een jaar later werd Carvalho vierde in de Portugese preselectie. In 1977 vertegenwoordigde hij Portugal opnieuw op het Eurovisiesongfestival, nu als lid van de groep Os Amigos. De groep eindigde op de veertiende plaats, met het liedje Portugal no coração.
De zanger bouwde later een rijke carrière op. In 2006 bracht hij een verzamelalbum Vida uit met zijn grootste hits.